# Ernst & Young
Ernst & Young Global Limited (відома як EY) — одна з найбільших у світі міжнародних компаній, що надають професійні послуги, та одна з компаній «Великої четвірки» поряд з Deloitte, KPMG та PwC. EY надає послуги аудиту, менеджмент-консалтингу, а також податкові та юридичні послуги.
EY функціонує як мережа компаній-членів, зареєстрованих в різних країнах, кожна з яких є окремою юридичною особою. В EY працюють понад 190 000 співробітників у понад 700 офісах у близько 150 країнах світу. Штаб-квартира компанії — у Лондоні.
Історія EY починається 1849 року із заснуванням компанії Harding&Pullein у Англії. У сучасному вигляді компанія сформувалася внаслідок злиття Ernst & Whinney та Arthur Young&Co. У 1989 році. Компанія була відома під назвою «Ernst&Young» до 2013 року, коли відбувся ребрендинг і зміна назви на «EY». Абревіатура «EY» неформально використовувалася для позначення компанії і до початку її офіційного використання.

## Глобальна структура
Структура управління EY є найбільш глобальною серед усіх компаній Великої четвірки. EY Global встановлює глобальні стандарти та здійснює нагляд за додержанням політик та якістю послуг, тоді як безпосередню роботу з клієнтами здійснюють компанії-члени EY.
Компанії EY у різних країнах згруповані за чотирма географічними регіонами. Цей підхід є відмінним від інших компаній, що надають професійні послуги, структура управління якими є більш централізованою.
Цими чотирма географічними регіонами є:
- EMEIA: Європа, Близький Схід, Індія і Африка
- Північна і Південна Америка
- Азіатсько-Тихоокеанський регіон
- Японія

Кожен регіон має ідентичну бізнес-структуру та команду менеджерів під керівництвом Керуючого партнера у регіоні, який одночасно є членом Глобальної ради директорів.

## EY в Україні
Див. більше: Ernst & Young Ukraine
В Україні компанія веде діяльність з 1991 року й станом на 2020 рік має два офіси, у Києві (розташований по вулиці Хрещатик 19A) та у Львові. У 2006 Україна стала офіційною країною-учасницею міжнародного конкурсу «Підприємець року», який проводить EY. Станом на 2020 в офісах EY в Україні працюють понад 600 фахівців, що надають повний спектр послуг міжнародним і українським компаніям.
З 2006 по 2015 український підрозділ EY також мав офіс у Донецьку.

## Скандал у зв'язку з аферою Wirecard
На початку серпня 2020 Управління Аудиторського нагляду Федерального міністерства економіки Німеччини розпочав офіційне розслідування проти компанії Ernst & Young у зв'язку з аферою компанії Wirecard. Однак повідомляється, що попереднє розслідування було розпочате ще у жовтні 2019 року.
Орган з нагляду за аудитом (нім. Abschlussprüferaufsichtsstelle, скор. Apas) розпочав перевірку всіх річних та консолідованих фінансової звітів фірми, починаючи з 2015 року.
EY не прокоментувала процес розслідування. «Будь-які офіційні розслідування не будуть ні підтверджені, ні спростовані», — заявив офіційний представник Ernst & Young.